# 심게
심게(Simge, 1981년 8월 8일 ~ )는 튀르키예의 가수이다.

## 음반 목록

### 정규 음반
- Ben Bazen (2018)

### EP
- Yeni Çıktı (2011)